# لي كون هي
لي كون هي (هانغل 이건희) ولد في 9 يناير 1942 في دايغو بكوريا الجنوبية هو رجل أعمال ورئيس مجموعة سامسونج الكورية للإلكترونيات، والابن الثالث لمؤسس مجموعة سامسونج إي بيونغ تشول.
يحمل لي شهادة في الاقتصاد من جامعة واسيدا في طوكيو، وماجستير إدارة الأعمال من جامعة جورج واشنطن في الولايات المتحدة. بالإضافة إلى إتقانه لثلاث لغات وهي الكورية، الإنجليزية واليابانية. في عام 1996، أصبح عضوا في اللجنة الأوليمبية الدولية.
في أبريل 2008 استقال من منصبه كرئيس مجموعة سامسونج الكورية للإلكترونيات بسبب فضيحة أموال سامسونج، ليعود في 24 مارس 2010.
وفقا لمجلة فوربس صنف لي وأسرته من بين أغنى أغنياء العالم، بثروة قدرت بنحو 7.3 مليار دولار عام 2010. ليدخل في عام 2012 تصنيف أفضل 100 ثروة في العالم. كما صنف سنة 2014 في الرتبة الأولى لقائمة أقوى وأثرى الأثرياء في كوريا الجنوبية، والرتبة 35 عالميا حسب مجلة فوربس جنبا إلى جنب مع ابنه لي جاي يونغ.
في مايو 2014، نقل إلى المستشفى بسبب أزمة قلبية مفاجئة تسبت في إشاعة وفاته.
صنف لي كون هي في سنة 2017 ووفقا لمجلة فوربس في المركز 14 عالميا من ضمن أفضل 100 ثروة في العالم.

## رؤساءمجموعة سامسونج
| سبقه          | سنوات                    | تبعه        |
| ------------- | ------------------------ | ----------- |
| إي بيونغ تشول | ديسمبر 1987 - أبريل 2008 | Lee Soo-bin |
| Lee Soo-bin   | مارس 2010 - أكتوبر 2020  | Lee Soo-bin |

## روابط خارجية
- لي كون هي على موقع الموسوعة البريطانية (الإنجليزية)
- لي كون هي على موقع مونزينجر (الألمانية)
- لي كون هي على موقع اللجنة الأولمبية الدولية (الإنجليزية)
- لي كون هي على موقع أوليمبيديا (الإنجليزية)
- القبض على لي جاي-يونغ وريث شركة سامسونغ في كوريا الجنوبية
- إشاعة رحيل «لي كون هي» عميد شركة سامسونج
- رئيس مجموعة سامسونغ «لي كون هي» أثرى الأثرياء في كوريا الجنوبية
- أصول رئيس سامسونغ لي كون-هي تسجل رقما قياسيا عاليا وسط أداء سامسونغ للالكترونيات
- رئيس شركة سامسونج أغنى رجل في كوريا الجنوبية
- من هو رئيس سامسونج وكيف أصبح أغنى رجل في كوريا الجنوبية؟
- نجاة «لي كون هي» من نوبة قلبية
- الحكم على رئيس سامسونغ بالسجن خمس سنوات
- استقالة لي كون هي من عضوية اللجنة الأولمبية الدولية